# 早稲田大阪高等学校
早稲田大阪高等学校（わせだおおさかこうとうがっこう）は、大阪府茨木市宿久庄に所在する私立高等学校。
設立者は学校法人早稲田大阪学園。2009年度より学校法人早稲田大学の系属校となった。全国私立寮制学校協議会オブザーバー校。

## 沿革
- 1962年 - 日本紡績協会が大阪府茨木市宿久庄に全寮制の大阪繊維工業高等学校（全日制）を設立[1]
- 1964年 - 同校内に向陽台高等学校（広域通信制）を併設する[1]
- 1974年 - 大阪繊維工業高等学校を摂陵高等学校（全日制普通科）に改める。
- 1984年 - 図書館完成。
- 1985年 - 摂陵中学校を併設する。
- 1993年 - 全教室冷房装置設置。
- 2004年 - 学園生徒会館完成。
- 2009年 - 早稲田大学の系属校となり、早稲田摂陵中学校・高等学校に改称。また向陽台高等学校吹奏楽コースを早稲田摂陵高等学校全日制普通科吹奏楽コースとして移管する[1]。
- 2010年 - 早稲田摂陵中学校・高等学校を完全共学化。ただし、早稲田摂陵高等学校吹奏楽コースは女子のみ[1]。生徒寮 WASEDA HOUSE（新清和寮）を設置。
- 2012年4月1日 - 学校法人名が大阪繊維学園から早稲田大阪学園へと改称される[1]。
- 2020年6月18日 - 中学校の募集停止。高等学校に新コース設置[2]。
- 2023年3月31日 - 早稲田摂陵中学校閉校。
- 2025年4月1日 - 早稲田大阪高等学校へ校名変更[3][4]

## 設置学科・コース
- 普通科
- 普通科吹奏楽コース

## 教育方針・特色
早稲田摂陵の3つの教育方針
- アドミッションポリシー（入学者受け入れ方針）
- カリキュラムポリシー（教育課程の編成、実施方針）
- ディプロマポリシー（卒業時の生徒像の方針）

早稲田摂陵の4つの教育の特色
- 個性の尊重
- 国際理解教育
- 学力保証
- 早摂公開講座・ボランティア活動

早稲田摂陵の教育の目的
- 地域社会、国際社会に貢献する人材育成

## カリキュラム
- 入学生は生徒の希望に応じて普通科A、普通科B・Wコースにクラス分けされる。
- 生徒一人ひとりに合わせた学習計画を実施している。

## 施設
北摂丘陵にある。学校の敷地面積は26,000m²ほどの広さで、学習施設、図書館、体育館、グラウンド、テニスコート、プール、食堂などを備える。
2010年に1号棟の教室が改装され、多機能教室となった。各教室にプロジェクターやスーパーコンピュータ、LAN設備が整備されており、インターネットなどを通じて多面的な学習が可能となった。
校地内には通信制・単位制の向陽台高等学校が併設されており、食堂や図書館などを共用している。

## クラブ活動

### 高校
体育系
- 陸上競技部
- 男子バレーボール部
- 男子バスケットボール部
- ラグビー部
- 水泳部
- 剣道部
- 女子テニス部
- バドミントン部
- 硬式野球部
- 女子バレーボール部
- 女子バスケットボール部
- 卓球部
- サッカー部
- 男子テニス部
- チアダンス部

文科系
- 写真部
- 軽音部
- 茶道部
- 演劇部
- 吹奏楽部
- 生物研究部
- 書道部
- イラスト部
- ダンス部
- 囲碁将棋部
- ボランティア同好会
- ESS部
- ESL部

## 交通アクセス
国際文化公園都市（彩都）に隣接している。
- 大阪モノレール彩都線 「彩都西駅」から徒歩約15分
- 阪急バス 彩都あさぎ三丁目停留所から徒歩約5分

近隣各駅から早稲田摂陵のスクールバスが約1時間に1本運行しており、定期乗車証を購入した生徒が利用できる。このスクールバスは、学校関連企業であるみささぎ交通が運行している。
- 茨木市 - 茨木駅（JR京都線）、茨木市駅（阪急京都線）
- 吹田市 - 北千里駅（阪急千里線）
- 豊中市 - 千里中央駅（北大阪急行線、大阪モノレール本線）
- 池田市 - 石橋阪大前駅（阪急宝塚線・箕面線）

## 進学先
早稲田大学系属校であり、進学枠は40人程度と学年の13％程度だが、実際の進学者数は10％を切ることが多い。
早稲田大学以外の大学への推薦枠は500名程度。

## 吹奏楽コース
阪急商業学園（1957年 - 1996年・阪急少年音楽隊（男子）、1997年 - 2003年・阪急商業学園ウィンドバンド（女子））、向陽台高等学校ウィンドバンド（2004年 - 2008年・女子）を経て2009年より早稲田摂陵（吹奏楽コース・女子）に移管された。関西テレビ主催の音楽イベント・3000人の吹奏楽では第1回から連続出場している。マーチングコンテスト全国大会で金賞11回。イタリア国際フェスティバルパレード部門優勝。

## 著名な出身者
- 新藤栄作（俳優、摂陵高等学校）
- 中久木大力（アナウンサー、摂陵高等学校）
- 百北幸司（阪神球団社長、摂陵高等学校）